# Understam
Understam eller provins är inom systema naturae klassificeringsnivån direkt under stam (fylum). Som exempel är ryggradsdjur en understam till ryggsträngsdjur.
Understammarna i sin tur indelas i överklasser eller klasser.